# 25158 Berman
25158 Berman este o planetă minoră (asteroid) din centura de asteroizi. A fost descoperită pe 17 septembrie 1998 la Stația Anderson Mesa de Lowell Observatory Near-Earth-Object Search. 
Obiectul prezintă o orbită caracterizată de o semiaxă mare de 2,4179758 UAi, o excentricitate de 0,21, o înclinație de 1,55091 ° în raport cu ecliptica.